# پاراموشیر
پاراموشیر (انگلیسی: Paramushir) یک جزیره آتشفشانی در جزایر کوریل کشور روسیه است.